# 李之紹
李之绍（1254年—1326年），字伯宗，号果斋，元朝东平平阴（今山东省平阴县）人。
李之绍幼年跟随东平李谦学文，教学乡里。至元三十一年（1294年），被马绍、李谦推荐授为翰林国史院编修官，参与纂修《世祖实录》。历任太常博士、翰林待制、国子祭酒、翰林侍讲学士、知制诰、同修国史，以教育人材为心。后官至翰林直学士。至治三年（1323年）致仕告老回乡。